# بيل فريند
بيل فريند هو سياسي أمريكي، ولد في 14 يوليو 1949. نشط حزبياً في الحزب الجمهوري. وقد انتخب عضو مجلس نواب إنديانا ‏.